# Határkősztélék
A határkősztélék tizennégy ókori egyiptomi sztélé, melyek az Ehnaton fáraó által alapított és Aton napistennek szentelt új főváros, Ahet-Aton határait jelölték ki. 

## Jellemzőik
A sztéléket a tudomány betűkkel jelöli. Felállításuk két szakaszban történt: az első három sztélét Ehnaton 5. uralkodási évében állították, a többit a 6. évben. Magasságuk 2 métertől („R” sztélé) 6 méterig („U” sztélé) terjed. Mindegyiknek közös jellemzője, hogy Ehnatont és feleségét, Nofertitit ábrázolják Aton sugarai alatt (a későbbi sztélék legtöbbje néhány gyermeküket is), valamint Ehnatonnak a város alapításáról tett nyilatkozata áll rajtuk – az első hármon egy korábbi változat, a később készült tizenegy sztélén pedig egy későbbi.
A legtöbb sztélé komoly károsodásokat szenvedett az idők folyamán; többüket Ahet-Aton elhagyása után nem sokkal rongálták meg, ezenkívül az erózió is kárt okozott bennük. Volt, amelyiket az újkorban tettek tönkre (a P sztélét például 1906-ban kincskeresők robbantották fel, akik azt hitték, Ali Baba barlangját rejti), de némelyik már nem sokkal kifaragása után rossz állapotba kerülhetett, mert Ehnatonnak egy fennmaradt fogadalma arról szól, hogy a tönkrement sztélék helyett újat készíttet. A K jelű sztélé valószínűleg a tönkrement M jelű helyettesítésére készült, attól nem messze délre.
A fáraó ábrázolásain hagyományos királyi öltözéket visel, és majdnem minden sztélén a kék korona van a fején, a P sztélén azonban a déli oldalon Felső-, az északin Alsó-Egyiptom koronáját hordja. A királyné fejdíszében nagyobb változatosság mutatkozik, hol a híres mellszobráról ismert fejdísz van rajta, hol egyszerű abroncskorona, rajta ureuszkígyóval, hol napkorong strucctollakkal. A három legkorábbi sztélét leszámítva megjelenik mögöttük két legidősebb lányuk, Meritaton és Maketaton (az X, M és K sztéléken eredetileg még csak Meritatont ábrázolták velük, a K jelűn Maketatont utólag ráfaragták a képre); egyes sztéléken a harmadik lány, Anheszenpaaton alakja is feltűnik.
Rámutattak, hogy a városnak a sztélék által kijelölt területe Aton nagy temploma alaprajzának felnagyított változata, és a nagy templom központjának, a szentélynek az a hely felel meg, ahol a királysír helyezkedett el a sziklák között.

## Az első három sztélé

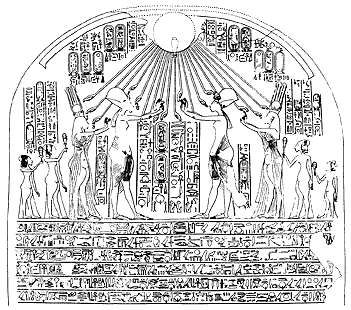
A legjobb állapotban fennmaradt, az „S” sztélé rajza

A ma K, M és X betűkkel jelzett sztélék a legkorábbiak. Ezek a folyó keleti partján állnak, a várostól északra és délre található szikláknál. Szövegük, különösen az M sztéléé sajnos súlyosan károsodott, és nehéz megfejteni eredeti tartalmukat. Egyedül a K sztélén olvasható dátum, mely alapján ez és a vele azonos szövegű két másik sztélé az 5. uralkodási évre datálható. A felirat – amennyire rekonstruálható – Aton címeinek sorolásával kezdődött, majd a fáraó neveit és címeit, utána a királyné címeit sorolta fel. Ezután számol be a város alapításáról, mely a felirat szerint az 5. uralkodási évben, a 8. hónap 13. napján történt (i. e. kb. 1350, március eleje körül). Ehnaton áldozatot mutatott be Atonnak, majd szónoklatot intézett kíséretéhez. Kijelentette, Aton parancsára ezen a területen – mely korábban senki másé nem volt, sem istené, sem istennőé, sem királyé, sem királynőé – építi fel új városát, és senki, még a királyné sem veheti rá szándéka megmásítására, majd felsorolta az épületeket, melyeket emelni szándékozott, köztük Aton templomait és a királyi palotát. Kijelenti, hogy a közeli sziklák közt fogja kialakítani sírját, és ha ő vagy a királyné vagy Meritaton hercegnő máshol halna meg, akkor is hozzák testüket ide eltemetni. Rendelkezik arról is, hogy a szent Mnevisz-bikák sírhelyét is itt kell kialakítani.
A szöveg innentől nagyon töredékes, és egy nehezen megfejthető utalás van benne arra, hogy a 4. évben valami rettenetes dolog történt, olyan, amilyet sem a fáraó, sem apja, sem nagyapja nem hallott azelőtt. Egy korábbi értelmezés szerint ezzel Ehnaton arra céloz, reformjai ellenállásba ütköztek az Ámon-papság részéről, de az újabb kutatások szerint papokról nincs szó a szövegben, és Ehnaton esetleg egy arra vonatkozó pletykát akar elhallgattatni, hogy híveit nem az ő közelében fogják eltemetni.

## A későbbi sztélék

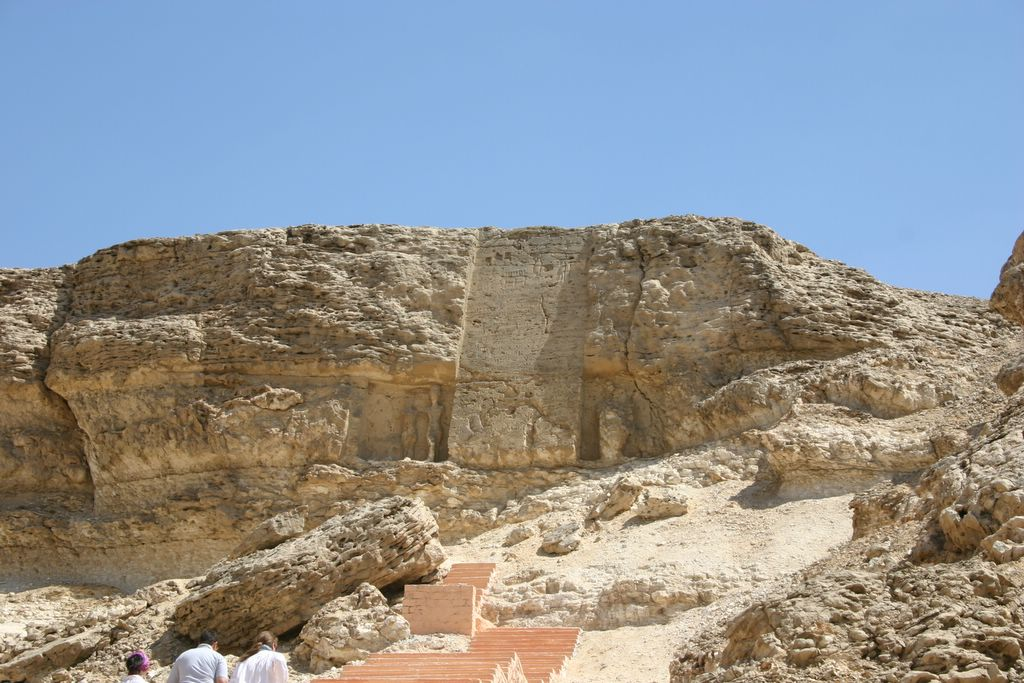
Az „U” sztélé, a sziklába faragva

A 6. évben állíttatott tizenegy sztélé (az A, B, F, J, N, P, Q, R, S, U és V jelűek) pontosan egy évvel az első három után készültek, és bevezető szövegük hasonló, de hozzáteszi, hogy Ehnaton már az épülő városban lakik egy sátorban. Ekkor került sor Ahet-Aton (és a hozzá tartozó szántóföldek) határainak pontos kijelölésére is: Ehnaton kocsin bejárta a város leendő határvonalát, kijelölte, hol állítsanak fel sztéléket, és megismételte fogadalmát, miszerint nem hagyja el városát. A legészakibb sztélé (X a keleti parton, A a nyugatin) és a legdélibb (J a keleti parton, F a nyugatin) közti távolság kb. 15 kilométer volt.
A 8. évben újabb szöveget fűztek a sztélék szövegéhez, az A és B sztélékéhez a 4. hónap 30. napján, az X, V, S, A, B, F sztélékhez az 5. hónap 8. napján, ezeken Ehnaton megismételte esküjét.

## Felfedezésük
A legkönnyebben megtalálható, a Tuna el-Gebeltől 5 km-re elhelyezkedő A jelű sztéléről Európában először Claude Sicard jezsuita tudós számolt be, aki 1714-ben talált rá egyiptomi körútján. 1827-ben Hay rajzolta le először.
A többi 13 sztélé nehezen megközelíthető helyeken van. Elsőként Norman de Garis Davies írta le őket 1908-ban, a The Rock Tombs of El-Amarna című művében. 1984-85-ben a chicagói Oriental Institute alkalmazásában álló William J. Murnane és Charles C. van Sicklen modernebb eszközökkel nagyobb mértékben megfejtették a súlyosan károsodott szövegeket.

## Külső hivatkozások
- A sztélék (angol)
- A sztélék szövege (óegyiptomi nyelven és angolul)